# クアンハンチン (クレーター)
クアンハンチン（英: Kuan Han-ch'ing）は、太陽系の第一惑星である水星のクレーターである。
直径約151km、名前は中国の元曲の作家関漢卿に由来する。